# Muuido
Muuido är en ö i Sydkorea.   Den ligger i provinsen Incheon, i den nordvästra delen av landet, 50 km väster om huvudstaden Seoul. Arean är 10,8 kvadratkilometer.
Terrängen på Muuido är platt. Öns högsta punkt är 223 meter över havet. Den sträcker sig 5,4 kilometer i nord-sydlig riktning, och 4,2 kilometer i öst-västlig riktning.